# FK Crvena zvezda
Fudbalski klub Crvena zvezda (serb. Фудбалски клуб Црвена звезда, ang. FC Red Star) – serbski klub piłkarski z siedzibą w Belgradzie, stolicy Serbii, założony w 1945 roku, grający w rozgrywkach Super ligi Srbije.
Według sondaży, Crvena zvezda jest obecnie najpopularniejszym klubem piłkarskim w Serbii; zespołowi kibicuje niemal połowa populacji tego kraju. Największym rywalem klubu jest drużyna Partizana Belgrad.
W rankingu dwustu najlepszych europejskich klubów XX wieku IFFHS, Crvena zvezda została sklasyfikowana na 27. miejscu, najwyższym spośród wszystkich serbskich zespołów.

## Historia

### Początki
Jeszcze w trakcie II wojny światowej, członkowie narodowego ugrupowania antyfaszystowskiego podjęli decyzję o założeniu młodzieżowego stowarzyszenia kultury fizycznej. Protoplasta Crvenej zvezdy powstał 4 marca 1945, a pomysłodawcami nazwy klubu byli pierwsi jego wiceprezesi – Zoran Žujović i Slobodan Ćosić. Tego samego dnia klub rozegrał pierwszy mecz piłkarski przeciwko reprezentacji ludowego korpusu obrony Jugosławii, zwyciężając 3:0.
Pięć dni później faktem stało się założenie sekcji piłkarskiej pod wodzą Kosty Tomaševića i Predraga Đajicia. Obaj bronili również barw zespołu na boisku – napastnik Tomašević zapisał się w kronikach jako strzelec historycznej, pierwszej bramki, natomiast Đajić występował na pozycji pomocnika. Na samym początku piłkarze Zvezdy zajmowali stadion przedwojennego klubu FC Yugoslavia (występującego podczas wojny pod szyldem Związku Komunistów Jugosławii, rozwiązanego przez okupanta).
Pierwszy powojenny sezon ligowy zakończył się dla Zvezdy mistrzostwem Serbii, dającymi awans do krajowego czempionatu Jugosławii. Przez cztery kolejne sezony klub nie osiągnął żadnych znaczących sukcesów, jednak lata 1948–1950 to okres, w którym piłkarze ze stolicy Serbii zwyciężyli trzy razy z rzędu Puchar Jugosławii, zwyciężając kolejno Partizan, klub Naša Krila z Zemuna i Dinamo Zagrzeb.
W roku 1951 Zvezda wywalczyła swoje premierowe mistrzostwo. Na trzy kolejki przed końcem liderem ligi z pięcioma punktów przewagi było Dinamo z Zagrzebia, które na finiszu przegrało z reprezentacją Sarajewa, co pozwoliło piłkarzom z Belgradu zmniejszyć stratę do jednego punktu przed finałową kolejką rozgrywek. Chorwaci zremisowali z BSK Belgrad 2:2, natomiast Zvezda odniosła zwycięstwo 2:0 w prestiżowych derbach z Partizanem, co oznaczał nic innego, jak końcowy triumf czerwono-białych dzięki lepszej średniej bramek (o mistrzostwie zadecydowała różnica 0,0018 gola na mecz).

### Lata 50. – pierwsze sukcesy
Drugie już mistrzostwo kraju w roku 1953 zamknęło pierwszy okres w dziejach klubu. Pod koniec lat 50. zaszły zmiany w zarządzie klubu – prezesem został Dušan Blagojević, sekretarzem Slobodan Ćosić, a dyrektorem technicznym Aca Obradović, znany w środowisku jako Doctor O.
Młodzi piłkarze wchodzący wówczas do składu Zvezdy mieli stać się później fundamentami silnej drużyny, która odcisnęła trwały ślad w jugosłowiańskim futbolu. Vladimir Beara, Vladimir Durković, Vladimir Popović, Rajko Mitić czy Dragoslav Šekularac to najbardziej rozpoznawalne nazwiska z ówczesnego składu zespołu, który przez pięć sezonów zdobył cztery mistrzostwa Jugosławii i dwa krajowe puchary.
Styl ówczesnej Zvezdy opisywany był jako ofensywny i bardzo dynamiczny, dzięki czemu klub zdobył sporą popularność zarówno na krajowym podwórku, jak i w Europie. Boiskowe sukcesy zostały udanie wykorzystane przez dyrektora Obradovića na polu organizacyjnym.

### Lata 60. – pierwszy kryzys i nowy stadion
Schyłek lat pięćdziesiątych był niewątpliwie okresem dominacji zespołu na futbolowej scenie Jugosławii. Początek nowej dekady przyniósł jednak pierwszy poważny kryzys – przez siedem kolejnych sezonów piłkarze Zvezdy zdobyli jedynie jedno mistrzostwo kraju i jeden krajowy puchar. Siódme miejsce w roku 1963 pozostaje jak dotąd najniższym w historii klubu.
Na tę dekadę datuje się także początek zorganizowanego ruchu kibiców Crvenej zvezdy. Fani spod znaku Delije nie zawsze jednak byli wsparciem dla swojej drużyny, często wbiegając na murawę podczas spotkań klubu.
Zła boiskowa passa nie miała jednak przełożenia na inne pola działalności Zvezdy. W roku 1963 ukończono budowę nowego stadionu, powstałego na miejscu starego boiska Avali. Podczas powstawania nowego obiektu, mecze w roli gospodarzy piłkarze rozgrywali na stadionach Partizana i OFK Beograd. Uroczyste otwarcie Marakany nastąpiło 1 września 1963, a inauguracyjnym rywalem Crvenej zvezdy był NK Rijeka. Stołeczny stutysięcznik był również miejscem zdobycia podwójnej korony pod wodzą Mišy Pavića, który trenował klub przez siedem sezonów (1957-1964).
W lecie 1966 nowym szkoleniowcem Zvezdy został późniejszy trener Realu Madryt, Miljan Miljanić. Przez kolejne osiem lat udanie prowadził zespół do sukcesów na krajowym i europejskim podwórku. Schyłek lat 60. był także końcem pewnej ery w jugosłowiańskim futbolu – na czoło ligi zdecydowanie wysunęli się Crveno-beli i rywale zza miedzy – Partizan. Następne ćwierć wieku miało być dla Zvezdy erą stałych sukcesów.

### 1966–1974 – Miljanić i jego „dzieciaki”
Miljan Miljanić bronił barw Crvenej zvezdy jako piłkarz w latach 50., jednak latem roku 1966 objął stanowisko pierwszego trenera drużyny. Nowy szkoleniowiec dokonał swoistej wymiany pokoleń w kadrze zespołu, w swoim debiutanckim sezonie zajmując piątą pozycję.
Pokolenie, którego wybitnym przedstawicielem był Dragan Džajić, przyniosło klubowi kolejne sukcesy; do klubowej gabloty trafiły zatem trzy mistrzostwa kraju z rzędu i dwa krajowe puchary. Inni rozpoznawalni piłkarze z tego okresu to: bramkarz Ratomir Dujković, obrońca Kirił Dojczinowski, pomocnik Jovan Aćimović czy napastnik Stanislav Karasi. Większość z nich przeszła wszystkie szczeble juniorskiej piłki w szkółce Zvezdy.
Blisko dekada pracy Miljanića to nie tylko sukcesy w lidze jugosłowiańskiej. W roku 1971 piłkarze z Belgradu doszli do półfinału PEMK, gdzie dopiero musieli uznać wyższość Panathinaikosu.
Na początku lat 70. w zespole pojawiła się kolejna grupa młodych, utalentowanych piłkarzy, wśród nich Vladimir Petrović (do marca 2010 szkoleniowiec Zvezdy), bramkarz reprezentacji Jugosławii Ognjen Petrović, Vladislav Bogićević i Zoran Filipović.
Wyniki łączyły się również z dynamicznym i skutecznym stylem gry piłkarzy z Belgradu. Drużyna siedem razy okazywała się najskuteczniejszą w całej lidze.

### Stała dominacja – Zec i Stanković
Rok 1974 przyniósł ustąpienie ze stanowiska szkoleniowca zespołu Miljanića. Nowy trener Gojko Zec w swoim premierowym sezonie zdobył mistrzostwo kraju, a rok później srebrny medal. Zec wkrótce został zastąpiony Branko Stankovićem.
W tym czasie Džajić skorzystał z życiowej szansy i podpisał kontrakt z francuskim SC Bastia; udanie zastąpili go jednak skuteczni snajperzy – Dušan Savić i Srboljub Stamenković. Pod wodzą Stankovića Zvezda dwa razy wygrała mistrzostwo ligi, zdobywając także krajowy puchar. W roku 1983 na trenerską ławkę powrócił Zec. Nowy-stary szkoleniowiec zastał ponownie wymieniony skład, lecz nie przeszkodziło mu to w zdobyciu kolejnego tytułu mistrzowskiego.
Puchar Jugosławii w roku 1985 wywalczyła już nowa generacja jugosłowiaskich piłkarzy, wśród których był golkiper Tomislav Ivković czy też bośniacki napastnik Husref Musemić. Kadencję Zeca zakończył ligowy skandal znany pod nazwą afery Schreibera, w wyniku czego mistrzostwo przyznano dwóm zespołom, a Zveździe zostało odebrane mistrzostwo za rok 1986.

### Najlepsi w Europie i na świecie
W roku 1986 budowanie nowej, silnej drużyny zdolnej do udanych występów w europejskich pucharach powierzono byłemu piłkarzowi Džajićowi oraz srebrnemu medaliście olimpijskiemu w koszykówce, Vladimirowi Cvetkovićowi. Trenerem zespołu został były obrońca Ajaxu Amsterdam, Velibor Vasović, a w gronie nowych piłkarzy znaleźli się Dragan Stojković i brązowy medalista igrzysk w Los Angeles, Borislav Cvetković.
Zvezda rozpoczęła sezon ligowy z ujemnymi punktami na koncie, jednak najważniejszym celem dla sztabu szkoleniowego i zespołu był udany występ w Pucharze Mistrzów. Okres między rokiem 1987 (kiedy na Marakanie przegrał Real Madryt) a marcem 1992 do dziś uznaje się za najwspanialszy w bogatej historii serbskiego klubu. Przez pięć sezonów Crvena zvezda zdobyła mistrzostwo kraju cztery razy (passę przerwała FK Vojvodina), w 1989, w 1990 zwyciężyła także puchar.
W doskonałych wynikach drużynie nie przeszkodził fakt, że przez pięć lat prowadziło ją pięciu szkoleniowców (Vasović, Stanković, Šekularac, Lj. Petrović i Popović). Wschodzącymi gwiazdami byli późniejszy piłkarz Realu Madryt – Robert Prosinečki, do spółki z Refikiem Šabanadžovićem, Darko Pančevem, Dejanem Savićevićem, czy w końcu z rumuńskim libero Miodragiem Belodedićem. Grupę piłkarzy sprowadzonych z różnych klubów uzupełnił wychowanek – Vladimir Jugović.
Ukoronowaniem wszystkich sukcesów było zdobycie Pucharu Europy w roku 1991, gdzie w finale rozgrywanym w Bari piłkarze Crvenej zvezdy po karnych pokonali Olympique Marsylia. 8 grudnia 1991 na stadionie w Tokio Crvena wywalczyła także Puchar Interkontynentalny.
Dekadę piłkarskich sukcesów zakończyła wojna na Bałkanach i rozpad Jugosławii, które doprowadziły do kryzysu bałkańskiego futbolu, a Zvezda nie powróciła do dawnego poziomu.

### Trudne lata 90.
Na początku roku 1992 klub z Belgradu był u szczytu swej sławy. Pomimo odejścia kilku gwiazd z poprzednich sezonów, Crvena nadal liczyła się w walce o obronę europejskiego trofeum. Na krajowym podwórku zabrakło dawnych rywali z Dinama Zagrzeb, podobnie jak kilku innych zespołów z późniejszej Chorwacji czy Słowenii. Piłkarzom Crvenej udało się obronić tytuł mistrza kraju, zdobywając go trzeci raz z rzędu.
Jak się później okazało, do roku 2000 zespół zdobył tylko jeden tytuł mistrza kraju, podobne wyniki osiągając w krajowym pucharze. Czołowymi postaciami w drużynie byli: Goran Đorović, Dejan Stefanović i najbardziej utytułowany Darko Kovačević. W drodze po tytuł w 1995 Zvezda zwyciężyła jubileuszowe, setne derby Belgradu (2:1), a szkoleniowcem drużyny był Ljupko Petrović.
Do końca XX wieku Zvezda z wyjątkiem pucharów kraju nie zdołała wywalczyć żadnego trofeum. Najbliżej triumfu była w roku 1998, jednak mistrzowski tytuł w niejasnych okolicznościach wywalczył FK Obilić Belgrad, którego właścicielem był wówczas serbski wojskowy Željko Ražnatović („Arkan”), a trenerem Dragomir Okuka. W kolejnym sezonie rozgrywki przerwały amerykańskie naloty, zostawiając Zvezdę na trzeciej pozycji w tabeli.

### Lata 1999–2009
Zaraz po zawieszeniu działań wojennych na terenie byłej Jugosławii w 1999, Crvena zdobyła siedemnasty puchar w historii, pokonując Partizana 4:2. W roli trenera zatrudniono byłego piłkarza, Slavoljuba Muslina. Zbalansowany, defensywny styl gry poprowadził Zvezdę do długo wyczekiwanego sukcesu w roku 2000. Przegrawszy tylko jeden mecz w całym sezonie, Zvezda zapewniła sobie mistrzowski tytuł w świąteczny dzień Đurđevdana, pokonując w „małych derbach” Obilića. Ledwie trzy dni później, piłkarze pod wodzą Muslina wygrali finał krajowego pucharu.
Obronione rok później mistrzostwo było przedostatnim trofeum Muslina w roli trenera Zvezdy, z której odszedł we wrześniu 2001. Latem 2005 po 20 latach rządów ze stanowiska prezesa ustąpił Dragan Džajić, którego zastąpił były gwiazdor Dragan Stojković. Zmiana nastąpiła również na ławce trenerskiej, gdzie zasiadł pierwszy zagraniczny trener w ponad 60-letniej historii klubu – Walter Zenga. W 2006 i 2007 Zvezda zdobyła podwójną koronę, jednak sezon 2008/2009 ukończyła na trzecim miejscu, za Partizanem i Vojvodiną Novi Sad. Występy w europejskich pucharach w tamtym sezonie Zvezda zakończyła w rundzie play-off Ligi Europy, przegrywając ze Slavią Praga.

### Od 2010
Przez 4 kolejnym sezony Crvena zvezda kończyła ligę na drugim miejscu, za każdym razem za Partizanem Belgrad. Drugie w historii mistrzostwo Serbii drużyna ze stolicy zdobyła w sezonie 2013/2014. Pomimo wygrania ligi, Crvena zvezda nie została dopuszczona do eliminacji Ligi Mistrzów w sezonie 2014/2015 ze względu na naruszenie zasad Finansowego Fair Play (FFP). Po jednosezonowej przerwie klub ze stolicy ponownie sięgnął po triumf w rozgrywkach ligowych w sezonie 2015/2016. Sezon później Crvena zvezda musiała uznać wyższość derbowego rywala zajmując w lidze 2. miejsce ze stratą 3 punktów. Od tego momentu drużyna ze stolicy wygrała 7 razy z rzędu ligę zostając najbardziej utytułowanym klubem serbskim w 2023 roku oraz zdobywając 10. tytuł rok później.
Szczególnie udany okazał się sezon 2020/2021, w którym to Crvena zvezda nie przegrała żadnego meczu ligowego wygrywając 35 spotkań i remisując 3. W 2023 roku pobity został z kolei rekord ilości spotkań bez porażki na własnym stadionie. Klub ze stolicy w grudniu pokonując 3:1 Mladost Lučani rozegrał 122. domowy mecz ligowy z rzędu bez porażki.

## Stadion

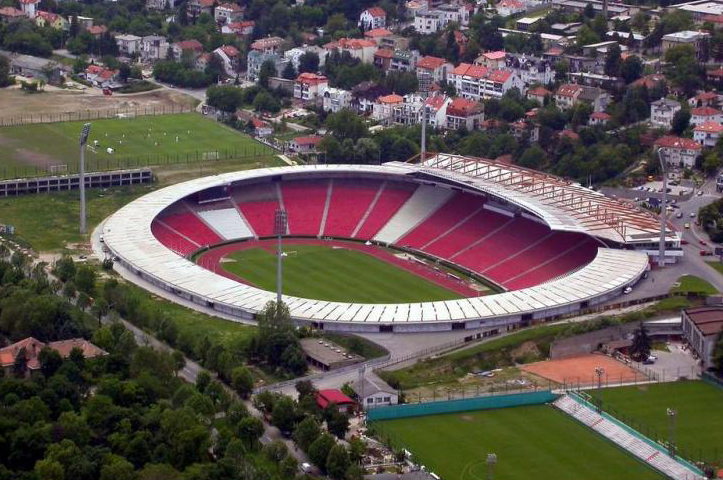
Marakana z lotu ptaka

Stadionem na którym Crvena zvezda rozgrywa swoje spotkania jest Marakana. Obecnie mieści 55 tysięcy widzów i jest największym stadionem na terenie Serbii. Ze względu na fakt, iż stadion mieścił niegdyś sto tysięcy ludzi, popularnie nazywany jest Marakaną od brazylijskiego stadionu Maracanã. Pierwszy rekord publiczności wyniósł 77 tysięcy kibiców na meczu derbowym z Partizanem. Pojemne trybuny uzupełnia zadbana murawa z drenażem wodnym.

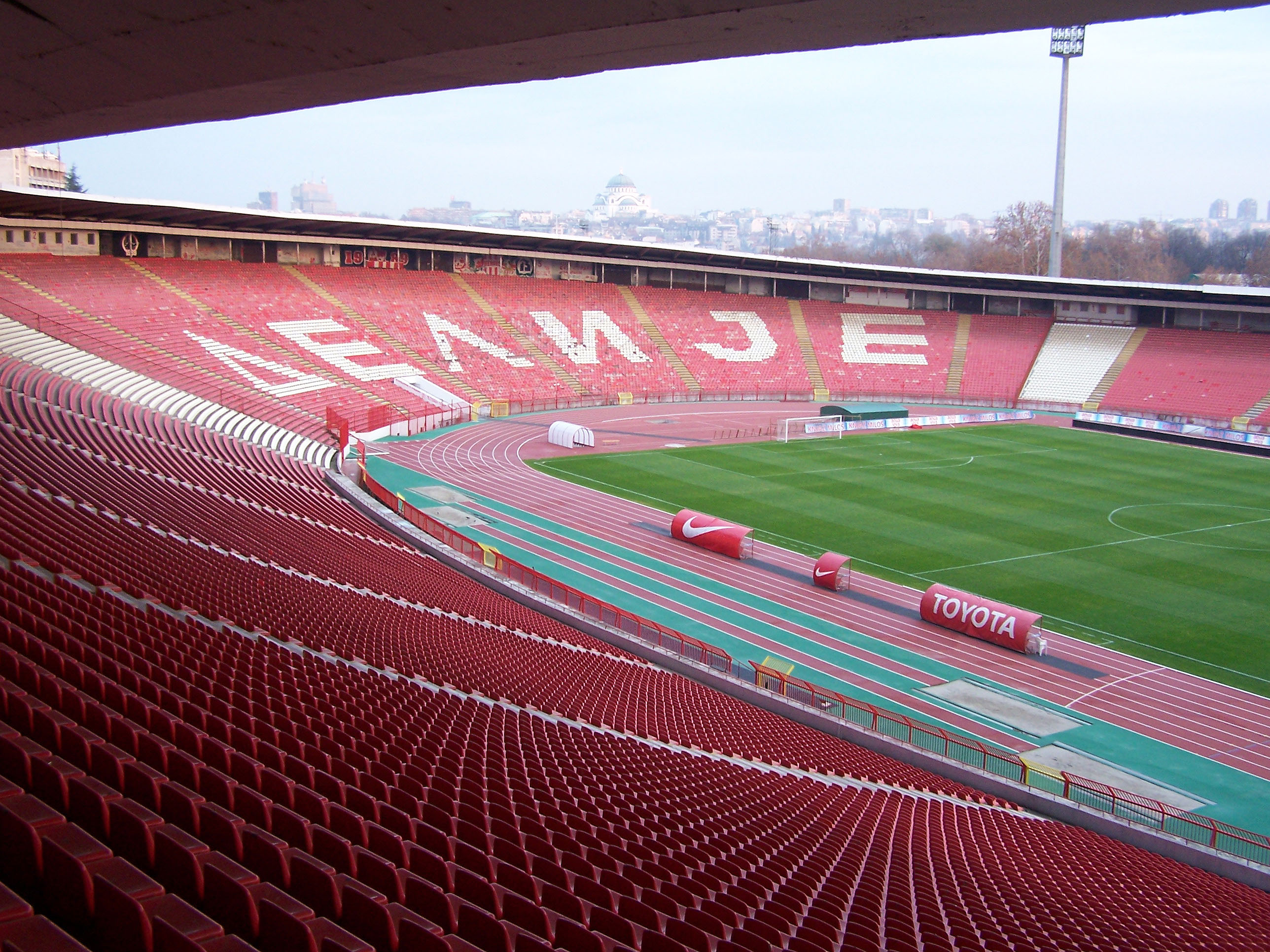
Trybuna zajmowana przez Delije

Według liczby sprzedanych biletów uznaje się, że rekordowa liczba widzów na meczu Crvenej zvezdy to ponad 96 tysięcy fanów na meczu PZP przeciwko Ferencvároszowi Budapeszt, rozegranym 23 kwietnia 1975.
Ze względów bezpieczeństwa, pojemność stadionu była stopniowo zmniejszana. Na początku lat 90. zrezygnowano z miejsc stojących na rzecz składanych siedzisk z powodu wymogów UEFA. Obecna pojemność wynosi 55 538 miejsc.
Obiekt posiada także miejsca dla prasy i mediów o pojemności 344 miejsc, w bezpośrednim sąsiedztwie znajduje się także nowoczesne centrum konferencyjne, a pod zachodnią trybuną mieści się oficjalny sklep klubowy.
W sierpniu 2008 doszło do gruntownej wymiany murawy na stadionie, pod trawą zainstalowano system grzewczy i przebudowano drenaż płyty boiska. W okolicy stadionu znajdują się również boiska treningowe ze sztuczną nawierzchnią i oświetleniem.

## Kibice

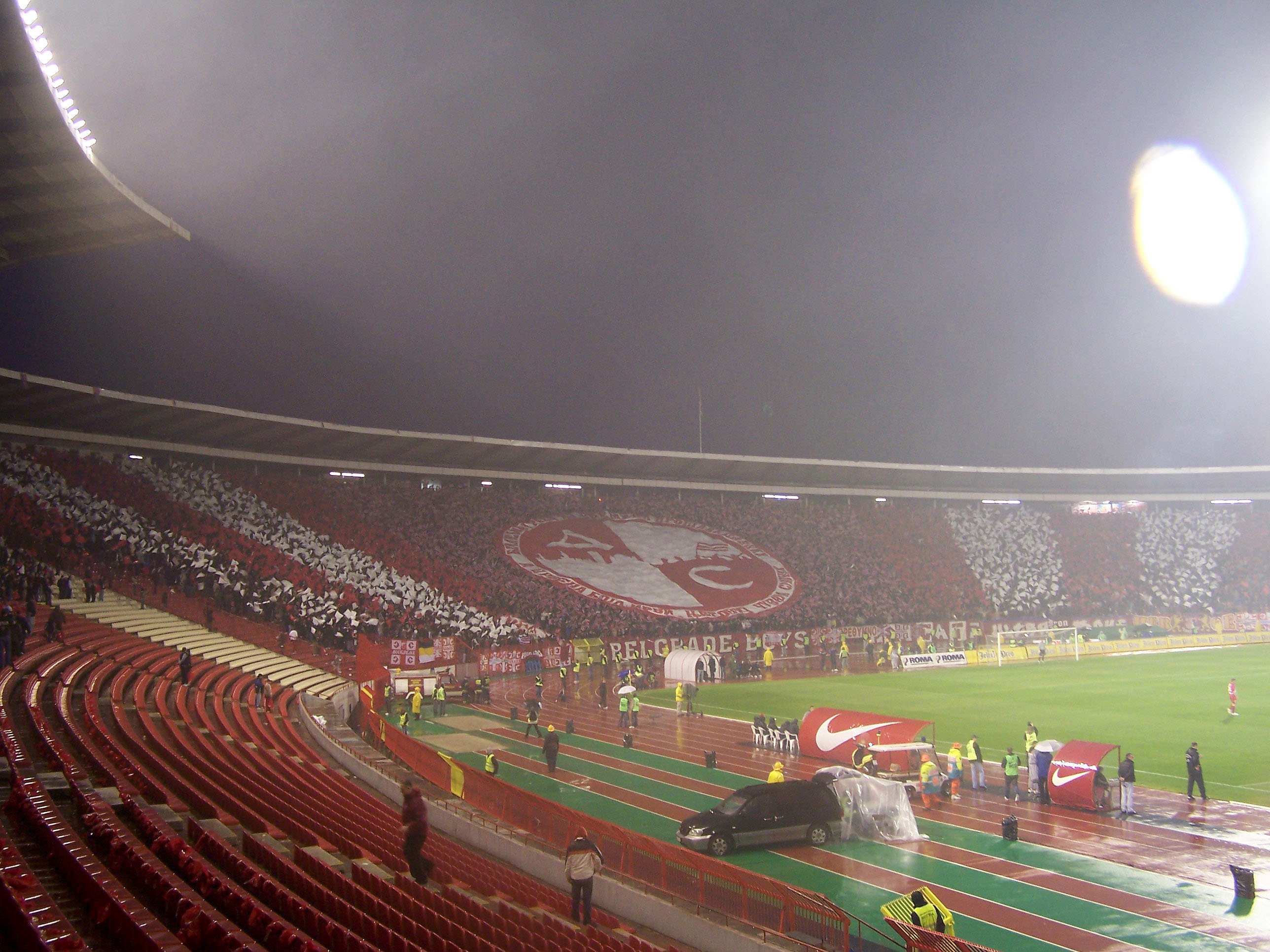
Delije podczas 137. derbów Belgradu

Kibice licznych sekcji sportowych Crvenej zvezdy określani są mianem Delije (Делије). Nazwę tę można przetłumaczyć jako „Bohaterowie”. Podczas meczów piłki nożnej zajmują północną trybunę stadionu Marakana. Używana przez oddziały paramilitarne podczas konfliktów zbrojnych piosenka Srbija do Tokija swoje korzenie ma właśnie wśród kibiców Zvezdy, którzy dopingowali nią swój zespół w finale klubowych mistrzostw świata w 1991. Delije brali także czynny udział w zamieszkach kibicowskich z 1990, które były odzwierciedleniem tarć między narodami panujących wówczas w upadającej Jugosławii.
Największymi rywalami Crvenej zvezdy jest zespół zza miedzy – Partizan Belgrad. Mecze piłkarskie pomiędzy tymi drużynami są określane mianem wiecznych derbów (Вечити дерби). Szacuje się, że rekord frekwencji podczas spotkań derbowych wynosi 108 tysięcy widzów, natomiast najniższa frekwencja to około osiem tysięcy kibiców w meczu pucharowym. Dotychczas rozegrano 133 ligowe mecze derbowe, w których 57 zwycięstw odnotowała Crvena zvezda, a 34 spotkania wygrał Partizan. W rozgrywkach pucharowych również przodują piłkarze Zvezdy (17 zwycięstw).
Kibice Zvezdy „bratają się” z dwoma zaprzyjaźnionymi klubami, Olympiakosem Pireus i Spartakiem Moskwa. Kibiców tej trójki nazywa się ortodoksyjnymi braćmi.

## Sukcesy

### Międzynarodowe
| \| \| Zdobyte trofea w rozgrywkach międzynarodowych (stan na: 2018-08-30) \| |                                                                     |      |          |
| Rozgrywki                                                                    | Osiągnięcie                                                         | Razy | Sezon(y) |
| Puchar Interkontynentalny                                                    | zdobywca                                                            | 1    | 1991     |
| Puchar Interkontynentalny                                                    | finalista                                                           | –    |          |
| · Liga Mistrzów · (Puchar Europy)                                            | zdobywca                                                            | 1    | 1991     |
| · Liga Mistrzów · (Puchar Europy)                                            | finalista                                                           | –    |          |
| · Liga Europy · (Puchar UEFA)                                                | zdobywca                                                            | –    |          |
| · Liga Europy · (Puchar UEFA)                                                | finalista                                                           | 1    | 1979     |
| · Superpuchar UEFA                                                           | zdobywca                                                            | –    |          |
| · Superpuchar UEFA                                                           | finalista                                                           | 1    | 1991     |
| FIFA                                                                         | Zdobyte trofea w rozgrywkach międzynarodowych (stan na: 2018-08-30) |      |          |

Puchar Mitropa
- Zdobywcy (2): 1958, 1968

### Krajowe
- Mistrzostwa kraju (31)
  - Mistrzostwo Jugosławii (19): 1951, 1953, 1956, 1957, 1959, 1960, 1964, 1968, 1969, 1970, 1973, 1977, 1980, 1981, 1984, 1988, 1990, 1991, 1992
  - Mistrzostwo Serbii i Czarnogóry (5): 1995, 2000, 2001, 2004, 2006
  - Mistrzostwo Serbii (11): 2007, 2014, 2016, 2018, 2019, 2020, 2021, 2022, 2023, 2024, 2025
- Krajowe puchary (25)
  - Puchar Jugosławii (12): 1948, 1949, 1950, 1958, 1959, 1964, 1968, 1970, 1971, 1982, 1985, 1990
  - Puchar Serbii i Czarnogóry (9): 1993, 1995, 1996, 1997, 1999, 2000, 2002, 2004, 2006
  - Puchar Serbii (7): 2007, 2010, 2012, 2021, 2022, 2023, 2024

## Bilans w europejskich pucharach
Crvena zvezda jest najbardziej utytułowanym serbskim (i jugosłowiańskim) zespołem w europejskich pucharach. Przez ponad 60 lat istnienia klub startował w rozgrywkach 46 razy, wygrywając Puchar Mistrzów w roku 1991. Inne ważne osiągnięcia to finał Pucharu UEFA w roku 1979, dwa półfinały PEMK (1957, 1971), półfinał Pucharu Zdobywców Pucharów (1975) i Pucharu UEFA (1962)

### Statystyki występów w europejskich pucharach
Stan po sezonie 2024/2025.
| Crvena zvezda Belgrad                  | Sezony | M   | Z  | R  | P  | BZ  | BS  | %w    |
| -------------------------------------- | ------ | --- | -- | -- | -- | --- | --- | ----- |
| Jako reprezentanci Serbii              | 18     | 148 | 50 | 37 | 61 | 200 | 204 | 33.78 |
| Jako reprezentanci Serbii i Czarnogóry | 12     | 72  | 28 | 20 | 24 | 112 | 85  | 38.89 |
| Jako reprezentanci Jugosławii          | 33     | 177 | 88 | 30 | 59 | 344 | 234 | 49.72 |

## Zawodnicy

### Obecny skład
Stan na 30 grudnia 2022
| Nr | Poz. | Piłkarz                                               |
| -- | ---- | ----------------------------------------------------- |
| 1  | BR   | Zoran Popović                                         |
| 4  | PO   | Mirko Ivanić                                          |
| 5  | OB   | Uros Spajic                                           |
| 6  | OB   | Radovan Pankov                                        |
| 7  | PO   | Nenad Krsticic                                        |
| 8  | PO   | Guélor Kanga (dodatkowe obywatelstwo serbskie)        |
| 9  | NA   | Jovan Mijatovic                                       |
| 10 | PO   | Aleksandar Katai                                      |
| 11 | NA   | Osman Bukari                                          |
| 14 | OB   | Vuk Bogdanovic                                        |
| 15 | NA   | Aleksandar Dragovic (dodatkowe obywatelstwo serbskie) |
| 16 | OB   | Irakli Azarovi                                        |
| 17 | NA   | Nemanja Motika (dodatkowe obywatelstwo niemieckie)    |
| 18 | NA   | Ibrahim Mustapha                                      |
| 19 | OB   | Nemanja Milunović                                     |
| 20 | OB   | Kings Kangwa                                          |
| 22 | PO   | Veljko Nikolić                                        |
| 23 | OB   | Milan Rodić                                           |
| 25 | OB   | Strahinja Eraković                                    |
| 27 | BR   | Nikola Vasiljević                                     |
| 29 | PO   | Egor Prutsev                                          |
| 31 | NA   | El Fardou Ben Nabouhane                               |
| 33 | PO   | Srdjan Mijailovic                                     |
| 35 | PO   | Sékou Sanogo                                          |
| 38 | PO   | Nikola Stankovic                                      |
| 44 | OB   | Stefan Lekovic                                        |
| 55 | PO   | Slavoljub Srnic                                       |
| 70 | NA   | Kalifa Coulibaly                                      |
| 72 | NA   | Aleksandar Pesic                                      |
| 77 | OB   | Marko Gobeljić                                        |
| 80 | NA   | Stefan Mitrovic (dodatkowe obywatelstwo kanadyjskie)  |
| 82 | BR   | Milan Borjan (kapitan)                                |

### Gwiazdy Crvenej zvezdy
Crvena zvezda od niemal pół wieku kultywuje tradycję nadawania piłkarzom, którzy w sposób szczególny zasłużyli się dla klubu miana Gwiazdy Crvenej zvezdy (serb.-chorw. Zvezdina zvezda). W całej historii klubu jedynie pięciu zawodnikom przyznano to zaszczytne miano.
- (Prva Zvezdina zvezda): Rajko Mitić (1945-1958)
- (Druga Zvezdina zvezda): Dragoslav Šekularac (1955-1966)
- (Treća Zvezdina zvezda): Dragan Džajić (1961-1975; 1977-1978)
- (Četvrta Zvezdina zvezda): Vladimir Petrović „Pižon” (1972-1982)
- (Peta Zvezdina zvezda): Dragan Stojković „Piksi” (1986-1990)

Żaden z graczy którzy zdobyli klubowe mistrzostwo Europy w roku 1991 nie został uhonorowany tym tytułem. Od roku 1990 żaden piłkarz nie zasłużył na miano gwiazdy, jednak „Piksi” Stojković podczas swojej kadencji na stanowisku prezesa potwierdził, że prawdopodobnie Dejan Savićević zostanie „szóstą gwiazdą”; pojawiały się także propozycje, aby tytuł przyznać całej drużynie z 1991. Sam Stojković odszedł w 1990 do Olympique Marsylia – klubu, który został przez Zvezdę pokonany w finale PEMK.

#### Skład zespołu z 1991
| Bramkarze: - Milić Jovanović - Željko Kaluđerović - Stevan Stojanović (kapitan) |  | Obrońcy: - Miodrag Belodedici - Slobodan Marović - Ivica Momčilović - Ilija Najdoski - Duško Radinović - Refik Šabanadžović - Goran Vasilijević |  | Pomocnicy: - Vladimir Jugović - Siniša Mihajlović - Robert Prosinečki - Dejan Savićević - Vlada Stošić - Rade Tošić |  | Napastnicy: - Dragiša Binić - Vladan Lukić - Darko Pančev |

Trener:  Ljubomir Petrović

## Trenerzy klubu
- 1946–47 Svetozar Glišović
- 1948–50 Aleksandar Tomašević
- 1951–99 Ljubiša Broćić
- 1952–53 Žarko Mihajlović
- 1953–99 Bane Sekulić
- 1953–99 Ljubiša Broćić
- 1953–54 Boško Ralić
- 1954–57 Milovan Ćirić
- 1957–64 Miša Pavić
- 1964–66 Ivan Toplak
- 1966–74 Miljan Miljanić
- 1974–75 Miljenko Mihić
- 1975–76 Milovan Ćirić
- 1976–78 Gojko Zec
- 1978–81 Branko Stanković
- 1981–83 Stevan Ostojić
- 1983–86 Gojko Zec
- 1986–88 Velibor Vasović
- 1988–89 Branko Stanković
- 1989–90 Dragoslav Šekularac
- 1990–91 Ljupko Petrović
- 1991–92 Vladica Popović
- 1992–94 Milan Živadinović
- 1994–96 Ljupko Petrović
- 1996–97 Vladimir Petrović
- 1997–99 Vojin Lazarević
- 1997–99 Milorad Kosanović
- 1998–99 Vojin Lazarević
- 1999–99 Miloljub Ostojić
- 1999–99 Zvonko Radić (tymczasowy)
- 1999–01 Slavoljub Muslin
- 2001–03 Zoran Filipović
- 2003–04 Slavoljub Muslin
- 2004–99 Ljupko Petrović
- 2004–99 Milovan Rajevac (tymczasowy)
- 2004–05 Ratko Dostanić
- 2005–06 Walter Zenga
- 2006–07 Dušan Bajević
- 2007–99 Boško Đurovski
- 2007–99 Milorad Kosanović
- 2007–08 Aleksandar Janković
- 2008–99 Zdeněk Zeman
- 2008–09 Čedomir Janevski
- 2009–99 Siniša Gogić (tymczasowy)
- 2009–10 Vladimir Petrović
- 2010–99 Ratko Dostanić
- 2010–99 Aleksandar Kristić
- 2010–12 Robert Prosinečki
- 2012–13 Aleksandar Janković
- 2013–99 Ricardo Sá Pinto
- 2013–1499 Slaviša Stojanovič